# Julio García Espinosa
Julio García Espinosa (La Habana, Cuba, 5 de septiembre de 1926 - La Habana, 13 de abril de 2016) fue un director de cine, documentalista y guionista cubano. Dirigió catorce filmes entre 1955 y 1998. Su película de 1967 Aventuras de Juan Quin Quin participó en el Quinto Festival Internacional de Cine de Moscú.

## Filmografía selecta
- El Mégano (Documental) (1955)
- Sexto Aniversario (Documental) (1959)
- La vivienda (Documental) (1959)
- Cuba baila (1959)
- Patria o Muerte (Documental) (1959)
- Un año de libertad (Documental) (1959)
- El joven rebelde (1962)
- Aventuras de Juan Quin Quin (1967)
- Tercer mundo, tercera guerra mundial (Documental) (1970)
- De cierta manera (1974)
- El otro Francisco (1975)
- La sexta parte del mundo (Documental) (1977)
- Son... o no son (Documental) (1980)
- La inútil muerte de mi socio Manolo (1989)
- El plano (1993)
- Reina y Rey (1994)